# Dennis Charles
Denis Alphonso Charles, auch Dennis Charles (* 4. Dezember 1933 in Saint Croix (Amerikanische Jungferninseln); † 26. März 1998 in New York City) war ein amerikanischer Jazz-Schlagzeuger.

## Leben und Werk
Denis Charles begann seine Musikerkarriere als Kind; schon mit neun Jahren spielte er Bongos in einer beliebten Inselkapelle. 1945 zog er mit seinem jüngeren Bruder zu seiner Mutter nach Harlem, New York, wo er zunächst in Calypso- und Mambo-Orchestern spielte. Charles fühlte sich jedoch zum Jazz hingezogen, seine Vorbilder in dieser Zeit waren Roy Haynes und Art Blakey – seine musikalischen Fähigkeiten erwarb er autodidaktisch. 1952 begegnete er Cecil Taylor, in dessen Formationen er von 1955 bis 1960 spielte. Ende der 1950er und Anfang der 1960er Jahre arbeitete Charles darüber hinaus mit Gil Evans (Great Jazz Standards, 1959), Jimmy Giuffre, Sonny Rollins und Steve Lacy. In diese Zeit fällt auch seine Bekanntschaft mit Ed Blackwell, der ihn stark beeinflusste. In der zweiten Hälfte der 60er arbeitete er u. a. mit Archie Shepp. Ende der 1960er verschwindet Charles wegen seiner Heroinsucht von der Bildfläche.
Um das Jahr 1980 wird er „wiederentdeckt“, tourte wieder und machte Aufnahmen u. a. mit Steve Lacy, Billy Bang, Jemeel Moondoc. Wilber Morris, William Parker und Charles Tyler.
Denis Charles verstarb vier Tage nach dem Ende einer fünfwöchigen Europatournee des Borgmann/Morris/Charles (BMC) Trio, in dem er zusammen mit Wilber Morris und Thomas Borgmann spielte. Sein letztes Konzert gab das Trio im Berliner Willy-Brandt-Haus. Mit dem BMC Trio hatte er in den letzten zwei Jahren seines Lebens vier CDs eingespielt. 
2001 stellte Veronique N. Doumbe den Dokumentarfilm Denis A. Charles: An Interrupted Conversation fertig.

## Diskografische Hinweise
Alben unter eigenem Namen
- mit Billy Bang: Bangception, Willisau 1982 (Hat Musics, 1983)
- Queen Mary (Silkheart Records, 1989) mit Wilber Morris
- Captain of the Deep, 1991 (Eremite Records, 1998; mit Jemeel Moondoc)
- Borgmann/Morris/Charles (BMC) Trio: The Last Concert - Dankeschön (Silkheart Records, 1999)
- New York 3: Give (Extraplatte, 1999; mit William Parker, Michael Fischer)
- mit Jemeel Moondoc: We Don’t (1981, ed. 2003)

Alben als Sideman
- Cecil Taylor: Jazz Advance (Transition Records, 1956), Looking Ahead! (Contemporary Records, 1959)
- Sonny Rollins: What’s New? (RCA Victor, 1962)
- Steve Lacy-Roswell Rudd Quartet: School Days. 1963 (Emanem Records, 1975)
- Archie Shepp: Derailleur: The 1964 Demo Session (Triple Point, 2023)
- Billy Bang: Rainbow Gladiator (Soul Note, 1981)
- Steve Lacy: The Flame (Soul Note, 1982)
- Wilber Morris: Wilber Force (DIW, 1983)
- William Parker: In Order To Survive (Black Saint, 1993)